# Horrebow (cráter)
Horrebow es un cráter de impacto lunar situado en la costa norte del Mare Frigoris, justo al sur de la llanura amurallada del cráter J. Herschel. Al oeste de Horrebow aparece el cráter Robinson.
|  |

Es aproximadamente circular, pero tiene una pared interna más estrecha a lo largo de los lados este y sureste que en cualquier otra parte alrededor del perímetro. Las paredes interiores han sufrido desprendimientos, formando un reborde alrededor de la base del talud. El suelo interior es circular, pero está desviado hacia el este debido a la asimetría de la pared. El brocal del cráter tiene un borde afilado y no se ha erosionado significativamente.
Horrebow se encuentra sobre la parte suroeste de otro cráter de tamaño similar designado Horrebow A. Este cráter satélite también se une al borde sureste de J. Herschel.

## Cráteres satélite
Por convención estos elementos se identifican en los mapas lunares colocando la letra en el lado del punto medio del cráter que está más cercano a Horrebow.
|          | \| Horrebow \| Coordenadas \| Diámetro \| \| -------- \| ----------------------------- \| -------- \| \| A \| 59°12′N 40°24′O / 59.2, -40.4 \| 25 km \| \| B \| 58°42′N 42°42′O / 58.7, -42.7 \| 13 km \| \| C \| 56°54′N 36°00′O / 56.9, -36.0 \| 5 km \| \| D \| 57°54′N 38°42′O / 57.9, -38.7 \| 5 km \| \| G \| 59°42′N 41°42′O / 59.7, -41.7 \| 8 km \| |          |
| Horrebow | Coordenadas | Diámetro |
| A        | 59°12′N 40°24′O / 59.2, -40.4 | 25 km    |
| B        | 58°42′N 42°42′O / 58.7, -42.7 | 13 km    |
| C        | 56°54′N 36°00′O / 56.9, -36.0 | 5 km     |
| D        | 57°54′N 38°42′O / 57.9, -38.7 | 5 km     |
| G        | 59°42′N 41°42′O / 59.7, -41.7 | 8 km     |